# Затыркевич, Михаил Дмитриевич
Михаи́л Дми́триевич Затырке́вич (1831—1893) — русский юрист и историк, профессор Нежинского лицея, статский советник.

## Биография
Происходил из малороссийских дворян, родился в сентябре 1831 года в селе Осьмаки (Сосницкий уезд, Черниговской губернии).
С 1841 по 1849 годы учился в Черниговской гимназии, вместе с Николаем Ренненкампфом.
Затем окончил Киевский университет Святого Владимира. Работал учителем законоведения в Новгород-Северской гимназии (1856—1859), потом и. д. профессора энциклопедии законоведения и государственных законов в Нежинском лицее князя Безбородко.
В 1866 году выдержал магистерский экзамен, но затем ещё в течение восьми лет работал над своей диссертацией: «О влиянии борьбы между народами и сословиями на образование строя Русского государства в домонгольский период» (Москва, 1874. Этот солидный труд (в 500 слишком страниц) представляет массу исторического материала, собранного из различных источников и тщательно подобранного. Выработав себе своеобразную теорию образования политического строя всех государств, древних и новых, как конечного результата борьбы между сословиями и национальностями, автор постарался проследить ту же борьбу и в древнем периоде русской истории. Это была, по его мнению, сначала борьба туземного населения с пришлым, а потом борьба различных общественных элементов, преимущественно общинно-городского населения с княжеским и дружинным элементами. Труд Затыркевича, по новизне положенного в его основание метода и по оригинальности проводимых в нём (хотя и не без некоторой натяжки) мыслей, вызвал в учёном мире оживлённую критику. Профессор Сергиевич выступил против автора с резкой рецензией на страницах «Журнала Министерства народного просвещения» (1875 г.); профессора Незабитовский и Самоквасов, напротив, отозвались о работе с большой похвалой.
Удостоенный степени магистра, Затыркевича утвердили в должности профессора, но последовавшее в 1875 году преобразование лицея побудило его выйти в отставку и прервало начатый им новый учёный труд, имевший целью критический разбор государственных воззрений французских политических писателей XVIII и XIX столетий. Затыркевич отказался и от предложения юридического факультета Киевского университета, пригласившего его занять кафедру русского права, поселился в родных Осьмаках и занялся сельским хозяйством, сотрудничая по временам в «Земледельческой газете».
Скончался Затыркевич на родине 23 мая (4 июня) 1893 года.